# クレディセイフ企業情報
株式会社クレディセイフ企業情報（クレディセイフきぎょうじょうほう、英語: Creditsafe Japan、略称：CSJP）は、欧州大手の信用調査会社
Creditsafe Groupの日本法人である。本社は福岡市博多区上呉服町、グループ本社は登記面上はオランダ・ハーグにあり、実質本社はイギリス・ウェールズのカーディフにある。

## 概要
2016年1月に東京都港区で設立、同年9月に福岡県福岡市に本社を移転し本格稼働し、その後名古屋事業所を開設した。事業内容は企業信用調査およびオンラインによる企業情報サービスの提供である。特に企業情報サービスにおいては日本国内企業のデータは無制限での閲覧が可能な点は同社特有のサービスである。営業方法は、大手企業へは各拠点からの訪問営業であるが、中小企業などその他の企業に対しては電話による営業スタイルとなっている。また海外では契約更新率は90％以上であり、ストック型ビジネスとしてビジネスモデルを構築している。

## グループ概要
クレディセイフグループは1997年にノルウェーで設立されて以来、欧州各国に事業展開し、現在ではイギリス、アメリカ、ドイツ、フランス、オランダ、米国など欧米12か国に16の拠点を持ち、1,500名以上の従業員を抱えている。3億2,000万件以上の企業情報を保有し、世界で10万以上の顧客に年間1億1,000万件以上の企業情報レポートを提供している。
2016年にアジア初の拠点を東京都と福岡県に置き、サービスを開始している。

## グループ沿革
クレディセイフは1997年にノルウェーのオスロで創業し、当時急速に成長し始めていたインターネットを用いて中小企業を中心に、企業情報を提供するサービスを開始。現在では全世界12か国に拠点を構える。
- 1997年 - ノルウェーのオスロで創業。
- 1998年 - スウェーデン（ヨーテボリ）
- 2000年 - イギリスに進出。
- 2002年 - 実質本社をイギリスのウェールズに移転。
- 2006年 - フランス（ルーベ）
- 2007年 - アイルランド（ダブリン）
- 2008年 - オランダ（ハーグ）
- 2010年 - ドイツ（ベルリン）
- 2011年 - ベルギー（ブリュッセル）
- 2012年 - 米国（アリゾナ州テンピ）
- 2013年 - イタリア（ミラノ）
- 2016年 - 日本（東京・名古屋・福岡）

## 参考
- 欧州大手クレディセイフ、企業情報提供で福岡に拠点
- 世界大手の信用調査企業クレディセイフが日本で事業開始